# Miss República Dominicana 1956
El certamen Concurso Nacional de Belleza Señorita República Dominicana fue aguantado el 29 de enero de 1956. Había 24 delegadas en el concurso. El desfile fue sede en el palacio federal. La ganadora escogida haría el debut representativo de la República Dominicana en el Miss Universo 1956. La ganadora estaría en el lujo en la ciudad de San Felipe de Puerto Plata. El desfile original estuvo en 1928 fueron ellos coronarían a un delegado de una provincia. Canceló en 1930 cuando Trujillo llegó a ser líder.

## Resultados
| Resultados                         | Candidatas |
| ---------------------------------- | --- |
| Señorita República Dominicana 1956 | Distrito Santo Domingo - Olga Fiallo |
| 1ra Finalista                      | Territorio Insular Nacional - Alexandra Ferro |
| 2da Finalista                      | Pedernales - Isaura de Palmera |
| Semifinalistas                     | Bahoruco - María Angélica Zamiera Ciudad Trujillo - Carmen Castro Duarte - Concepción Veras Puerto Plata - Sara Abreu Salcedo - Altagracia Oviedo Samaná - Laura Silvestre Santiago - María de los Ángeles Rizek Santiago Rodríguez - Lizmary Ferrano Trujillo - María Casilda Taveras |

## Candidatas
| Representa                  | Candidata                                   |
| --------------------------- | ------------------------------------------- |
| Azua                        | Germanía Angie Álvarez Rosa                 |
| Bahoruco                    | Sandra María Angélica Zamiera Sosa          |
| Barahona                    | Anjélika Eduarda Fermín Tavárez             |
| Benefactor                  | Tatiana Germanía Quirós Valle               |
| Ciudad Trujillo             | Carmen de Dolores Castro de Zaragoza        |
| Distrito Santo Domingo      | Olga Fernándah Fiallo Oliva-de los Rosarios |
| Duarte                      | Concepción de Úrsula Veras Castañeda        |
| El Seibo                    | Isabela Rosa Guerrero Merán                 |
| Espaillat                   | Ana Josefina Horlanda Peralta               |
| José Trujillo Valdéz        | Ana Cassandra Eros Fausto                   |
| La Altagracia               | Remedios Verónica de Rojas Melilla          |
| La Vega                     | Arelis del Carmen Mena Cabrera              |
| Libertador                  | Mary Lionas Peña Arias                      |
| Monte Cristi                | María Teresa Martínez Derios                |
| Pedernales                  | Isuara Joana de Palmera Ruíz                |
| Puerto Plata                | Sara Magdalena de Dolores Abreu Súarez      |
| Salcedo                     | Altagracia Leonida Oviedo Peralta           |
| Samaná                      | Laura Carina Silvestre Adames               |
| San Pedro de Macorís        | María Eugenia Reynosa McDónald              |
| San Rafael                  | Elízabeth del Carmen Espinal Hidalgo        |
| Santiago                    | María de los Ángeles Rizek Yáñez            |
| Santiago Rodríguez          | Liz María Angélica Ferrano Urtoda           |
| Territorio Insular Nacional | Alexandra Margarita Ferro Rodríguez         |
| Trujillo                    | María Casilda Taveras Collado               |

## Trivia
- Miss Territorio Insular Nacional, Alexandra Ferro fue unas de las primeras personas de nacer de la Isla Catalina. Ella fue también la candidata más alta con 6'3" o 1.90. Su padres y su familia vivían en La Romana.